# Rhabdomastix peruviana
Rhabdomastix peruviana är en tvåvingeart som beskrevs av Alexander 1926. Rhabdomastix peruviana ingår i släktet Rhabdomastix och familjen småharkrankar.
Artens utbredningsområde är Peru. Inga underarter finns listade i Catalogue of Life.